# Reynosia revoluta
Reynosia revoluta är en brakvedsväxtart som beskrevs av Ignatz Urban. Reynosia revoluta ingår i släktet Reynosia och familjen brakvedsväxter. Inga underarter finns listade i Catalogue of Life.